# Бородин, Фридрих Фёдорович
Фридрих Фёдорович Бородин (1932−1992) - доктор технических наук, лауреат Государственной премии СССР.
Родился 6 декабря 1932 года в Ташкенте. Отец - Бородин Фёдор Дмитриевич (1905-1985), работник Внешторга, 1946 по 1957г. торговый представитель СССР в Китае.
Окончил Московский государственный университет имени М. В. Ломоносова (1955), физический факультет.
С 1956 года работал в КБ-1 (ОАО «НПО „Алмаз“»): начальник лаборатории, начальник отдела, начальник научно-исследовательского отдела, первый заместитель главного конструктора системы.
Принимал участие в разработках комплексов С-75, С-200, С-300П.
Автор более 40 научных работ. Получил 4 авторских свидетельства на изобретения.
Доктор технических наук.
Лауреат Государственной премии СССР (1981). Почётный радист СССР. Награждён орденом Трудового Красного Знамени, тремя медалями.
Брат - Бородин Лев Федорович, 1926г.р., доктор технических наук, специалист по поиску полезных ископаемых с летательных аппаратов.
Сын - Бородин Андрей Фридрихович, бывший совладелец Банка Москвы.